# Білівська опорна школа (Чортківський район)
Білівська опорна школа — навчальний заклад у селі Біла Чортківського району Тернопільської області.

## Історія
У 1903 році на кошти жителів села розпочато будівництво української школи, яке закінчено в 1907 році. 
За часів Польщі була початкова, а також шестикласна школа.
З 1941 року діти шкільного віку здобували семирічну освіту, а для дорослого неписьменного населення відкрили лікнепи.
З 1948 року збільшується кількість учнів, приїжджають нові вчителі.
Нове приміщення школи розпочали будувати у 1964 році. На кошти держави і пожертви односельчан будівництво було завершено у 1974 році. У серпні 1974 року урочисто відкрила двері новозбудована Білівська школа.
Вчителі і учні працювали над закладанням дендропарку, який почали освоювати в 1974 році на площі 0,5 га біля школи.
До 9 травня 2020 року підпорядковувалася Чортківській районній раді. Цього ж року перейшла у підпорядкування Чортківської міської громади.
У 2021 році на базі загальноосвітньої школи створено опорний навчальний заклад, якому підпорядковуються Скородинська та Бичківська філії із дошкільними відділеннями.

## Гуртки та секції
- художньо-естетичний
- туристсько-краєзнавчий
- фізкультурно-спортивний
- еколого-натуралістичний

## Сучасність
У 11 класах школи навчається 225 учнів, у школі викладають англійську мову.

## Педагогічний колектив
Педагогічний колектив складається з 23 педагога.
Директори
- пан Костельський
- Сіраненко
- Яровий Юрій Михайлович

## Випускники
За час існування нового приміщення школа випустила 1400 випускників.